# Ягланд, Турбьёрн
Турбьёрн Ягланд (норв. Thorbjørn Jagland; род. 5 ноября 1950, Драммен, Норвегия) — норвежский политический деятель. Генеральный секретарь Совета Европы с 1 октября 2009 по 18 сентября 2019 года.
Премьер-министр Норвегии в 1996—1997 годах. Ушёл в отставку, так как пообещал, что покинет свой пост, если его Норвежская рабочая партия получит на парламентских выборах меньше 36,9 % (предыдущий электоральный результат). Министр иностранных дел Норвегии в 2000—2001 годах в кабинете Йенса Столтенберга. C 1992 по 2002 год являлся лидером Норвежской рабочей партии. Президент Стортинга в 2005—2009 годах. Активно выступает за присоединение Норвегии к Европейскому союзу.
Занимал пост Председателя Норвежского Нобелевского комитета с 2009 года. 3 марта 2015 года был смещён с поста по итогам заседания членов комитета. По данным норвежских СМИ, причиной отставки могли послужить его вызвавшие неоднозначную реакцию решения о присуждении премии мира Бараку Обаме, Евросоюзу и Лю Сяобо.

## Награды
- Орден Дружбы (15 марта 2021 года, Россия) — за большой вклад в укрепление сотрудничества между Российской Федерацией и Советом Европы[5].
- Орден Почёта (14 июля 2020 года, Молдова) — в знак высокого признания особых заслуг в интеграции Республики Молдова в международные структуры и за оказание поддержки в продвижении реформ и демократических преобразований[6].
- Орден Почёта (16 декабря 2021 года, Армения) — по случаю 30-летия независимости Армении, за значительный вклад в установление, укрепление и развитие дружественных отношений с Республикой Армения, защиту общечеловеческих ценностей[7].